# Орищенко Юрій Васильович
Юрій Васильович Орищенко (позивний «Древній») Ружин, Житомирська область — 13 березня 2022, біля с. Мощун, Київська область) — український військовослужбовець, майор 72 ОМБр Збройних сил України, учасник російсько-української війни. Лицар ордена Богдана Хмельницького III ступеня (2022, посмертно).

## Життєпис
Народився 15 лютого 1968 року в селищі Ружин Житомирської області.
В 1986-1990 роках навчався у Волжському вищому військовому будівельному командному училищі (м. Дубна, Московська область, РФ).
У 1991 році прийняв присягу на вірність народу Україні. В 1990—1992 проходив службу у будівельному батальйоні м. Дніпродзержинськ, в 1992-1998 роках — у саперному батальйоні м. Бердичів. З 1998 по 2018 рік працював приватним підприємцем.
У 2018 році уклав контракт зі Збройними Силами України. Військову службу проходив на посаді командира взводу 72 ОМБр. Учасник бойових дій в районі проведення ООС.
З початком повномасштабного російського вторгнення в Україну знову на фронті. 
Загинув 13 березня 2022 року поблизу с. Мощун на Київщині. Похований в родинному селищі.
Мав двох дітей — син Сергій 1993 р.н. та дочка Анастасія 2001 р.н.

## Нагороди
- орден Богдана Хмельницького III ступеня (5 квітня 2022, посмертно) — за особисту мужність і самовіддані дії, виявлені у захисті державного суверенітету та територіальної цілісності України, вірність військовій присязі[1].

## Військові звання
- майор (2022, посмертно),
- капітан.